# Valour Football Club
Valour Football Club é um clube de futebol profissional canadense baseado em Winnipeg, Manitoba. O clube compete na Canadian Premier League, iniciando na temporada inaugural de 2019 e joga seus jogos em casa no Investors Group Field .
A equipe é treinada por Rob Gale e propriedade do Winnipeg Blue Bombers .

## História
Em 6 de maio de 2017, Winnipeg foi uma das duas cidades aceitas pela Associação Canadense de Futebol para a associação de clubes profissionais, quando a Premier League canadense foi aprovada por unanimidade. Foi confirmado que o clube da Canadian Football League, o Winnipeg Blue Bombers e o Hamilton Tiger-Cats, estavam por trás dos grupos de proprietários. Wade Miller, CEO do Winnipeg Football Club, foi nomeado presidente do clube.
Em maio de 2018, foi relatado que o clube seria chamado Valour FC. Em 6 de junho de 2018, o clube foi oficialmente revelado como a quarta equipe a ingressar na Canadian Premier League . Além de confirmar o seu lugar na liga para a temporada de lançamento de 2019, o clube também revelou seu brasão, cores e branding. Em 26 de junho, o clube nomeou Rob Gale como o primeiro treinador principal e gerente geral.

## Estádio
O clube joga em casa no Investors Group Field, um estádio de futebol canadense de 33.234 lugares. O estádio foi inaugurado em 2013 no Universidade de Manitoba ao lado do University Stadium . O estádio também é usado pelos Winnipeg Blue Bombers, pelo time de futebol da Universidade de Manitoba Bisons e pelos Winnipeg Rifles .

## Símbolos
A identidade do clube está fortemente ligada à história da Valour Road de Winnipeg e nomeada para reconhecer o cabo Leo Clarke, o sargento Frederick William Hall e o tenente Robert Shankland, que todos moravam na mesma rua e receberam a Victoria Cross por atos de bravura. durante a Primeira Guerra Mundial .
A letra "V" no centro do escudo emula uma fita medalha dobrada e também representa o encontro do Rio Vermelho e Rio Assiniboine em Winnipeg. O lado direito do "V" cria um "W" para Winnipeg, e o círculo sob o "V" tem a forma da medalha Victoria Cross. O trigo no topo da crista representa a indústria agrícola de Manitoba.
As cores oficiais do clube são marrom, dourado e preto (marcado pelo clube como "Maravilha de valor", "ouro de trigo" e "preto terra"). Estas cores simbolizam a fita da Victoria Cross e os campos de trigo e solo das pradarias canadenses .

## Uniformes

### 1.º Uniforme
| 2019 | 2020 |

### 2.º Uniforme
| 2019 | 2020 |

## Cultura do clube

### Apoiadores
O principal grupo de adeptos do Valour FC foi fundado em janeiro de 2017 sob o nome Red River Rising. Desde que o clube foi aprovado pela Associação Canadense de Futebol em maio de 2017, o grupo tentou aumentar o número de torcedores em Winnipeg. Após o lançamento oficial do clube, um segundo grupo de adeptos chamado Valor FC North foi formado por fãs em Thompson, Manitoba .

## Elenco atual
Atualizado em 10 de abril de 2022.

### Jogadores emprestados
Atualizado em 10 de abril de 2022.

#### Para o Valour
| N.º | Posição       | Nome            | Equipe         |
| --- | ------------- | --------------- | -------------- |
| 20  | Meio-campista | Daniel Ascanio  | Real Santander |
| 24  | Atacante      | Sean Rea        | CF Montréal    |
| 21  | Goleiro       | Jonathan Sirois | CF Montréal    |

## Administração atual
Atualizado em 11 de março de 2022.
| Comissão Técnica      | Comissão Técnica      |
| --------------------- | --------------------- |
| Técnico               | Phillip Dos Santos    |
| Assistente técnico    | Jay Bhindi            |
| Assistente técnico    | Damian Rocke          |
| Treinador de goleiros | Patrick Di Stefani    |
| Direção               |                       |
| Proprietário          | Winnipeg Blue Bombers |
| Presidente e CEO      | Wade Miller           |
| Diretor geral         | Phillip Dos Santos    |